# Юго-Восток США

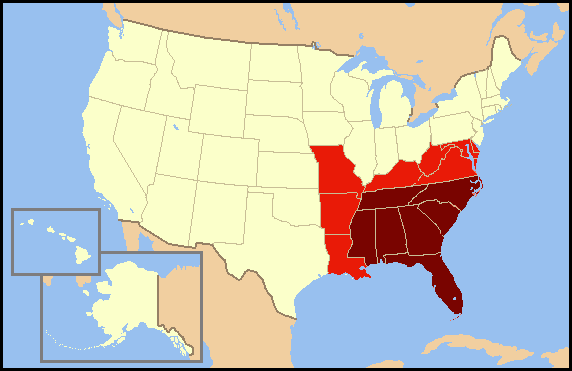
Тёмно-красным цветом обозначены штаты Юго-Востока США. Светло-красный цвет обозначает штаты которые не всегда считаются Юго-Востоком.

Юго-Восток США (англ. Southeastern United States) — один из самых густонаселённых регионов США. Чёткого официального определения, какие именно штаты входят в этот регион, не существует. Тем не менее, Ассоциация американских географов относит к Юго-Востоку США штаты Алабама, Флорида, Джорджия, Кентукки, Миссисипи, Северная Каролина, Южная Каролина, Теннесси, Вирджиния и Западная Вирджиния.
Больше всего населения проживает во Флориде (свыше 18 миллионов). Из городов наиболее крупными являются Джексонвилл, Шарлотт и Мемфис.

## История
История Юго-Востока США тесно связана с такими событиями, как колонизация Америки европейцами, Американская революция, Гражданская война, борьба с рабством и борьба за права афроамериканцев.

## Экономика
В течение последних двух поколений, экономика на Юго-Востоке резко изменилась. За последние десятилетия наблюдается подъём в сфере услуг, производственной базе, высоких технологиях и финансовом секторе. Примером этому может служить рост туризма во Флориде и вдоль побережья Мексиканского залива; множество новых автомобильных заводов, таких как Mercedes-Benz в Тускалусе, Алабама; Hyundai в Монтгомери, Алабама; Kia в Уэст-Пойнте, Джорджия; завод BMW в Спартанберге, Южная Каролина; Volkswagen в Чаттануге, Теннесси; завод GM в Спринг-Хилле, Теннеси; североамериканская штаб-квартира Nissan в городе Франклин, Теннеси; два крупнейших научно-исследовательских парка в стране: научно-исследовательский парк Трайангл в Северной Каролине (крупнейший в мире) и научно-исследовательский парк Каммингс в Хантсвилле, Алабама (четвертое место в мире); штаб-квартиры крупнейших международных банковских корпораций: Bank of America в городе Шарлотт; Regions Financial Corporation, AmSouth Bancorporation и BBVA Compass в Бирмингеме; банки SunTrust и штаб Федерального резервного банка Атланты и BB&T в Уинстон-Сейлеме; а также штаб-квартир некоторых сетей кабельного телевидения, таких как CNN, TBS, TNT, Turner South, Cartoon Network и The Weather Channel. Этот экономический рост позволил восточной части юга похвастаться одним из самых низких уровней безработицы в Соединенных Штатах. Многие автомобильные заводы в штате Алабама, в первую очередь принадлежащие компаниям Mercedes-Benz, Hyundai и Honda, в сотрудничестве с бесчисленными автомобильными корпорациями поставщиков, сделали штат Алабама лучшим центром для автомобилестроения и производства, превысив в последние годы даже Детройт.

## Высшее образование

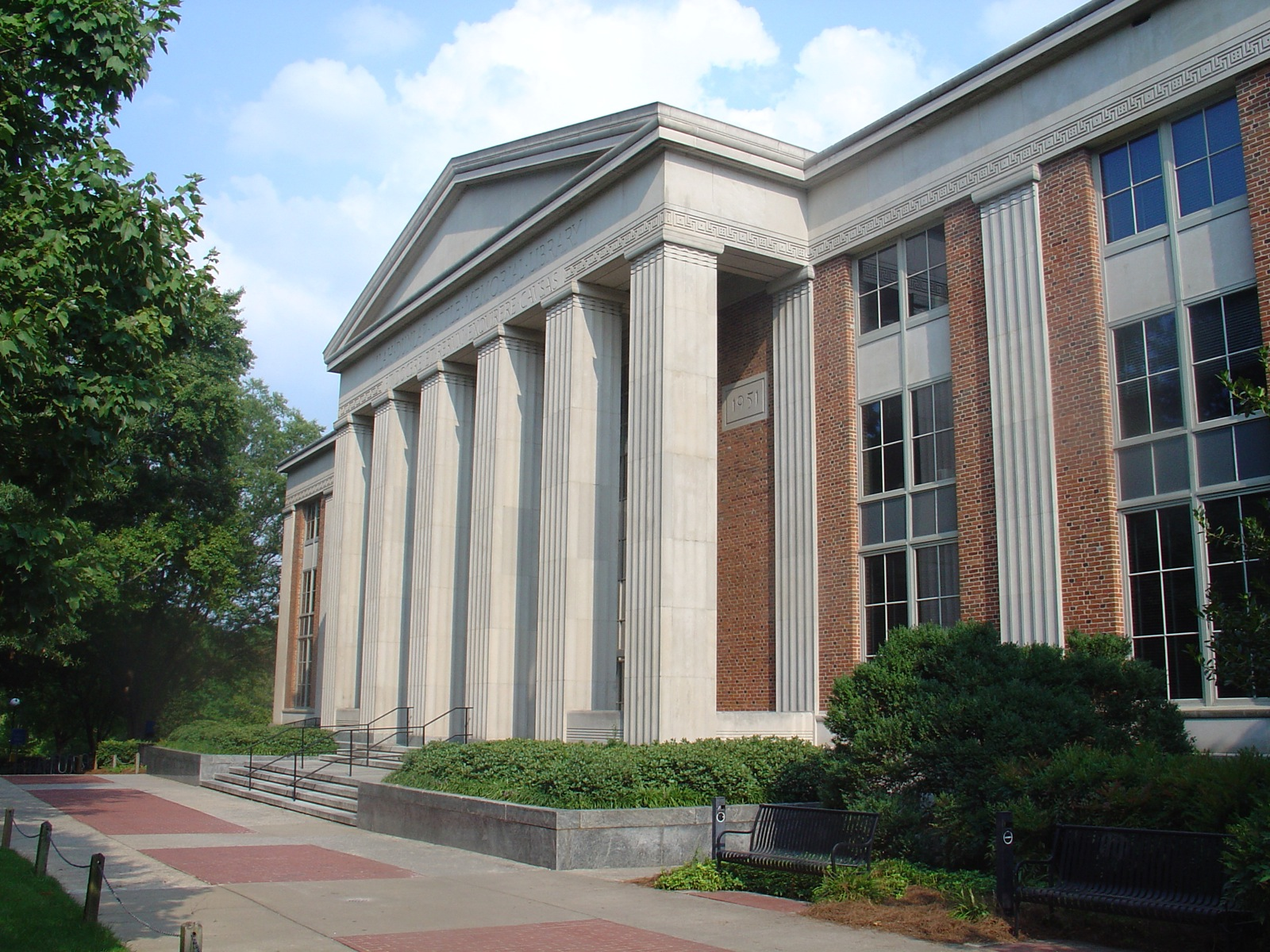
Библиотека университета Джорджии

На Юго-Востоке США находится ряд известных университетов и несколько крупных исследовательских центров:
- Университет штата Джорджия
- Государственный университет Джорджии
- Университет Эмори
- Технологический институт Джорджии
- Университет Северной Каролины в Чапел-Хилл
- Университет Дьюка
- Университет Уэйк-Форест
- Государственный университет Северной Каролины
- Университет штата Мэриленд
- Университет Южной Каролины
- Университет Флориды
- Международный университет Флориды
- Университет Центральной Флориды
- Университет Южной Флориды
- Государственный университет Флориды
- Университет Майами
- Университет Вирджинии
- Университет Кентукки
- Университет Вандербильта
- Университет штата Теннесси
- Университет Алабамы
- Университет Алабамы в Бирмингеме
- Университета штата Алабама в Хантсвилле
- Государственный университет штата Миссисипи
- Университета штата Миссисипи
- Университета штата Луизиана

Научно-исследовательский парк Трайангл в районах штата Северная Каролина стал (за почти 50 лет своего существования) главным центром технологий, государственных и биотехнологических исследований и разработок, равно как и научно-исследовательский парк биотехнологии в Ричмонде. А парк Каммингс в Хантсвилле является вторым по величине научно-исследовательским комплексом в стране. Это один из самых больших областей аэрокосмической техники и технологий противоракетной обороны. В Хантсвилле также находится Редстоунский арсенал, Авиационно-ракетное командование Армии США, Космический и ракетный центр США, Космический центр Маршалла НАСА и многие другие ключевые государственные, военные и аэрокосмические агентства.

## Крупнейшие города
Крупнейшие по населению города в юго-восточной части Соединенных Штатов, по данным Бюро переписи населения США:
| № | Город         | Штат              | Население |
| - | ------------- | ----------------- | --------- |
| 1 | Джексонвилл   | Флорида           | 813,518   |
| 2 | Шарлотт       | Северная Каролина | 709,441   |
| 3 | Мемфис        | Теннесси          | 676,640   |
| 4 | Балтимор      | Мэриленд          | 620,961   |
| 5 | Вашингтон     | Округ Колумбия    | 617,996   |
| 6 | Нашвилл       | Теннесси          | 605,473   |
| 7 | Луисвилл      | Кентукки          | 566,503   |
| 8 | Вирджиния-Бич | Вирджиния         | 437,994   |